# Брезнишки езера
Брезнишките езера са група от три езера в северния дял на Пирин планина. Разположени са в Брезнишкия циркус. На запад районът на езерата граничи с главното било в района на върховете Ченгелчал и Демирчал, на север – с масивния Кадиев рид, а на юг – със скалистите отвеси на Янузов рид.
Трите езера са сравнително малки по площ. Намират се на височина между 2579 метра и 1973 метра.
- Горното Брезнишко езеро (41°41′04″ с. ш. 23°31′06″ и. д. / 41.684444° с. ш. 23.518333° и. д.) лежи във фунията на малък вложен циркус югоизточно от връх Ченгелчал, на височина 2579,1 метра. Спада към най-високите пирински езера – четвърто е след Горно Полежанско езеро, Горно Газейско езеро и Плешивото езеро под връх Голяма стража. Има площ 13.5 декара и приблизителни размери 180 на 100 метра. Езерото е с каменисти сипейни брегове, без растителност около него. Има непостоянен приток и през лятото оттокът му пресъхва. Идеалната фуния на Горното Брезнишко езеро, заедно с връх Ченгелчал, гледани от района на Янузов рид, е една от най-впечатляващите гледки в алпийските части на Пирин.

- Средното Брезнишко езеро (41°40′37″ с. ш. 23°31′54″ и. д. / 41.676944° с. ш. 23.531667° и. д.) е разположено на югоизток от горното на височина 2216,6 метра. Има площ 21.8 декара, размери 250 на 140 метра и е най-голямото езеро в групата.

- Долното Брезнишко езеро (до 14 юли 1988 г. Сухия гьол)[1] (41°40′30″ с. ш. 23°33′06″ и. д. / 41.675° с. ш. 23.551667° и. д.) е разположено встрани от горните две на височина 1973 метра и е най-ниското езеро в Пирин планина. Отстои на 1600 метра източно от Средното Брезнишко езеро. Има площ 4.6 декара и размери 125 на 75 метра.[2]

От Горното Брезнишко езеро води началото си Брезнишка река (Туфча, десен приток на Места). Нейни притоци са реката, отводняваща Корнишките езера, реките Янколица, Мишово дере, Глоговица, Речишко дере, Глобущица, Марево и Сваринско дере. Туфча минава през село Брезница и североизточно от село Корница. Малко след село Баничан тя се влива в река Места. Така тя става най-дългата и пълноводна река в този дял на планината.